# Chalan Kanoa
Chalan Kanoa è il nome di una località nella parte meridionale dell'isola di Saipan, la cui municipalità costituisce la capitale delle Isole Marianne Settentrionali.
Chalan Kanoa da il nome all'omonima diocesi cattolica ed è sede della cattedrale di Nostra Signora del Monte Carmelo.